# 다쯔구

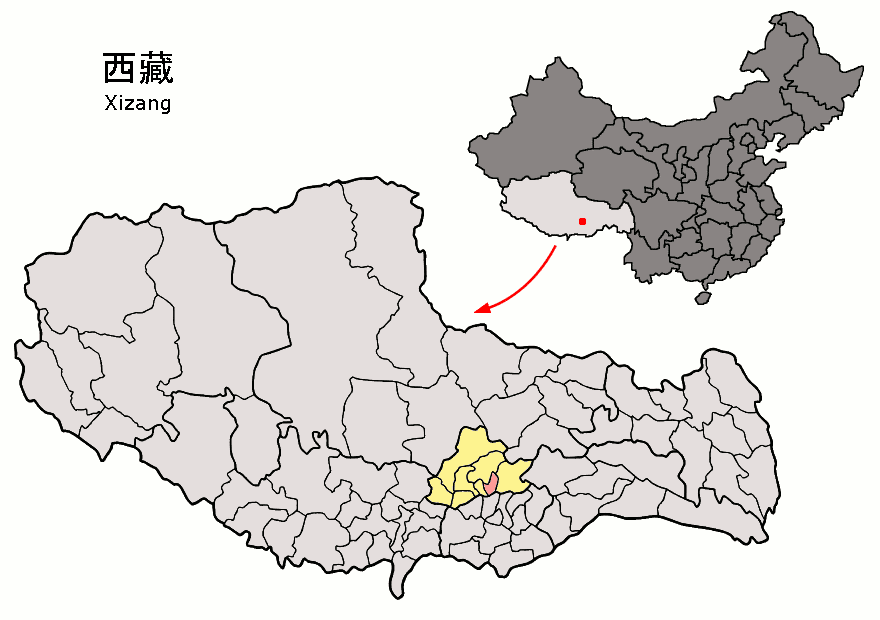
다쯔 구의 위치

다쯔구(티베트어: སྟག་རྩེ་ཆུས། 탁체 구, 중국어: 达孜县, 병음: Dázī Xiàn)은 티베트 자치구 라싸 시의 현급 행정 구역이다. 라싸 중심가의 바로 동쪽에 위치한다. 넓이는 1373km2이고, 인구는 2007년 기준으로 30,000명이다. 구로 개편되기 이전에는 다쯔 현(티베트어: སྟག་རྩེ་རྫོང་ 다그체 종, 중국어: 达孜县, 병음: Dázī Xiàn)이었다.

## 기후
연평균 기온은 4°C이고 연평균 강수량은 450mm이다.

## 행정 구역
1개 진, 5개 향을 관할한다.
- 진: 德庆镇.
- 향: 塔吉乡, 章多乡, 唐嘎乡, 雪乡, 帮堆乡.